# Gewinnthesaurierung
Gewinnthesaurierung (altgriechisch θησαυρός thesauros, „Schatzhaus“) ist im Rechnungswesen die Bezeichnung für alle bilanziellen Maßnahmen, die auf eine Einbehaltung von Gewinnen im Unternehmen abzielen und somit nicht zu einer Gewinnausschüttung führen.

## Allgemeines
Im Regelfall haben Gesellschafter eines Unternehmens ein Interesse an Gewinnausschüttungen als Entgelt für ihr Unternehmerrisiko. Werden bei Aktiengesellschaften Gewinne ganz oder teilweise thesauriert, führt dies zu geringeren oder keinen Dividenden für Aktionäre. Folge ist, dass Aktien an Attraktivität (geringere Dividendenrendite als in einer Branche üblich) verlieren, was aufgrund der niedrigeren Nachfrage in der Regel zu fallenden Aktienkursen führt.

## Wirtschaftliche Aspekte
Gewinnthesaurierungen gehören zur Selbstfinanzierung, die ein Unternehmen von Kreditaufnahmen oder externen Kapitalerhöhungen unabhängig macht. Sie dienen der Verbesserung der Eigenkapitalquote und führen damit über eine höhere Bonität zu einem besseren Rating. Konkret werden Gewinne einbehalten, wenn bei Investitionen (im Sachanlagevermögen oder bei Kapitalbeteiligungen) die bisherige Eigenkapitalquote erhalten bleiben soll. Selbstfinanzierung über Gewinne kann für Unternehmen die einzige Finanzierungsquelle sein, wenn externe Kapitalquellen nicht oder nur sehr schwer zu erschließen sind. Schließlich spielen noch steuerliche Aspekte eine Rolle. Liegt keine Rechtsformneutralität der Unternehmensbesteuerung vor oder der Gesetzgeber begünstigt entweder die Ausschüttung oder die Gewinnthesaurierung, so wird ein Unternehmen auch steuerliche Aspekte bei der Ausschüttungspolitik berücksichtigen müssen.
Einbehaltene Gewinne sind eine echte Selbstfinanzierung, weil sie aus nicht ausgeschütteten Gewinnen der Gesellschafter bestehen und deshalb eigentlich eine Form der Eigenfinanzierung darstellen.

## Gewinnthesaurierung im Jahresabschluss
Gewinnthesaurierung stellt eine Gewinnverwendung dar. Ausgangspunkt ist dabei der nach § 275 Abs. 2 Nr. 17 HGB auszuweisende versteuerte Jahresüberschuss. Da einbehaltene Gewinne nach § 272 Abs. 2 und 3 HGB ausschließlich den Gewinnrücklagen zuzuführen sind, müssen Zuführungen zu den Gewinnrücklagen nach § 275 Abs. 4 HGB nach dem Posten „Jahresüberschuss“ ausgewiesen werden. Eine weitere Option besteht darin, den einzubehaltenden Gewinn über den Posten „Gewinnvortrag“ auf neue Rechnung vorzutragen. Damit vollzieht sich eine Gewinnthesaurierung ausschließlich durch eine Erhöhung der offenen Rücklagen.
Aktiengesellschaften und Kommanditgesellschaften auf Aktien werden nach § 150 Abs. 1 und 2 Nr. 1 AktG gesetzlich zur Gewinnthesaurierung gezwungen. Hierin wird nämlich vorgeschrieben, dass jährlich solange 5 % des – um einen etwaigen Verlustvortrag geminderten – Jahresüberschusses in die gesetzliche Rücklage einzustellen sind, bis 10 % des Grundkapitals erreicht wurden. Darüber hinaus dürfen Vorstand und Aufsichtsrat nach § 58 Abs. 2 AktG bei der Feststellung des Jahresabschlusses maximal die Hälfte des – um einen Verlustvortrag und die Zuführung zur gesetzlichen Rücklage verminderten – Jahresüberschusses in die freien Rücklagen einstellen. Die Satzung darf freilich eine höhere Zuführung erlauben, sofern die gesamten freien Rücklagen nicht über die Hälfte des Grundkapitals angewachsen sind. Über weitere zu thesaurierende Beträge kann die Hauptversammlung beschließen.
Bei Personengesellschaften wie Offene Handelsgesellschaft oder Kommanditgesellschaft wird der zurückbehaltene Gewinn aus der Gewinn- und Verlustrechnung auf die individuellen Eigenkapitalkonten der Gesellschafter übertragen.

## Steuerliche Auswirkungen
Durch unterschiedliche Besteuerung von ausgeschütteten und thesaurierten Gewinnen kann der Gesetzgeber die Ausschüttung oder Thesaurierung fördern oder einschränken. Der Gesetzgeber kann sich jedoch auch dafür entscheiden, für Ausschüttung und Thesaurierung denselben Steuersatz zugrunde zu legen; dann wird von verwendungsunabhängiger Besteuerung gesprochen. In Deutschland galt der Grundsatz der verwendungsunabhängigen Besteuerung von Gewinnen nicht immer. Lange Zeit wurde bei Kapitalgesellschaften die Ausschüttung von Gewinnen durch einen niedrigeren Steuersatz begünstigt, um das Aktiensparen zu fördern.
Bei der verwendungsunabhängigen Besteuerung werden die Einkünfte unabhängig von deren Verwendung belastet. Es ist unerheblich, ob durch Entnahmen eine private Verwendung des Einkommens oder eine Thesaurierung vorgenommen wird. Durch eine Nichtentnahme von Gewinnbestandteilen ist dann eine steuermindernde Wirkung nicht erzielbar. Ebenso ist es nicht möglich, durch ein zeitlich gestaltendes Ausschüttungsverhalten die erwirtschafteten Gewinne zu beeinflussen. Die Besteuerung der Einkünfte erfolgt im Jahr der Erwirtschaftung auf Ebene des Gesellschafters. Im Regelfall erfolgt die Gewinnermittlung für die gewerblichen Einkünfte des Gesellschafters einer Personengesellschaft auf Basis des Bestandsvergleichs nach § 4 Abs. 1 bzw. § 5 EStG. Grundlage ist demzufolge die aufzustellende Bilanz der Gesellschaft. Zum Gewinnanteil der Gesellschafter zählen ebenfalls Vergütungen, die sie von der Gesellschaft für Tätigkeiten in deren Dienst, für die Darlehensgewährung oder die Überlassung von Wirtschaftsgütern bezogen haben. Diese als handelsrechtlicher Aufwand bei der Gesellschaft zu erfassenden Vergütungen führen zu einer Abweichung des Bilanzausweises von dem der Besteuerung zu unterwerfenden Gewinn jedes Gesellschafters.
Seit Januar 2008 werden nach § 34a EStG Gewinnthesaurierungen bei Einzelunternehmen und Personengesellschaften steuerlich begünstigt. Einbehaltene Gewinne werden demnach nicht mehr dem persönlichen progressiven Steuersatz, sondern einem ermäßigten Einkommensteuer-Satz von 28,25 % (mit Solidaritätszuschlag 29,8 % effektiv) unterworfen. Werden diese Gewinne später dennoch ausgeschüttet, ist eine Nachversteuerung von 25 % vorzunehmen. Das gilt auch im Falle einer Unternehmensveräußerung, Betriebsaufgabe oder Option zur Körperschaftsteuer nach § 1a KStG. Gleichzeitig wurde bei Kapitalgesellschaften der Körperschaftsteuersatz von 25 % auf 15 % gesenkt, sodass die Gesamtsteuerlast (Körperschaftsteuer, Gewerbesteuer, Solidaritätszuschlag) von Kapitalgesellschaften mit durchschnittlich 29,83 % auf gleichem Niveau wie bei Personengesellschaften liegt. Damit wird das Ziel der Rechtsformneutralität der Unternehmensbesteuerung weitgehend erfüllt. Rechtsformneutralität bedeutet, dass alle Rechtsformen bei gleichem Sachverhalt in gleicher Höhe mit gleichartigen Steuern belastet werden.
Allgemein ist die Gewinnthesaurierung für Kapitalgesellschaften ab einem individuellen Grenzsteuersatz von 25 % dennoch günstiger als für Personengesellschaften oder Einzelunternehmen. Gewinnthesaurierung verhindert bei Kapitalgesellschaften die zusätzliche Besteuerung als Kapitaleinkünfte beim Gesellschafter.

## Keine Gewinnthesaurierung
Rückstellungen werden zwar aus Gewinnen gebildet, doch stellt die Dotierung von Rückstellungen (Pensionsrückstellungen und andere Rückstellungen) keine Gewinnthesaurierung dar (unechte Selbstfinanzierung). Einerseits werden diese Rückstellungen – die zum Fremdkapital gehören – aus unversteuerten Gewinnen gebildet und andererseits stellt die Zuführung zu den Rückstellungen keine Gewinnverwendung dar. Ein Selbstfinanzierungsprozess bei echten Gewinnthesaurierungen erfordert regelmäßig die Erhöhung des Eigenkapitals aus versteuerten Gewinnen.